# La Razón (México)
La Razón de México es un diario mexicano de circulación regional en el estado de Nuevo León, fundado en 1979.

## Historia
La Razón de México es un periódico nacional de formato tabloide, fundado en la Ciudad de México, el 18 de mayo de 2009.

## Refundación multimedia (2011)
La Razón lanza en octubre de 2011 un rediseño que abarcó tanto al diario impreso como la creación de un sitio de Internet.
Se convierte en una publicación semanal.